# Crocanthes
Crocanthes är ett släkte av fjärilar. Crocanthes ingår i familjen Lecithoceridae.

## Bildgalleri

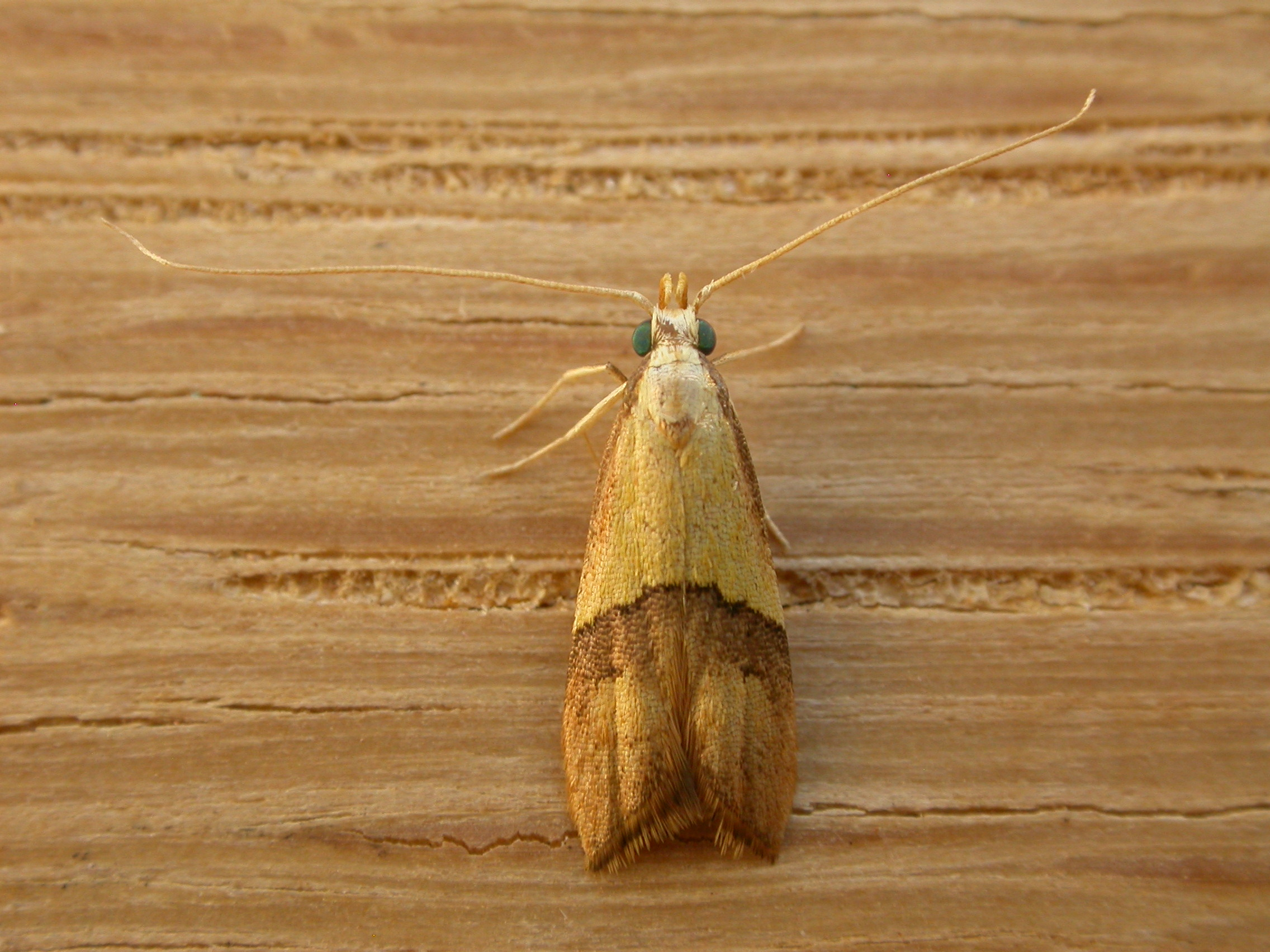
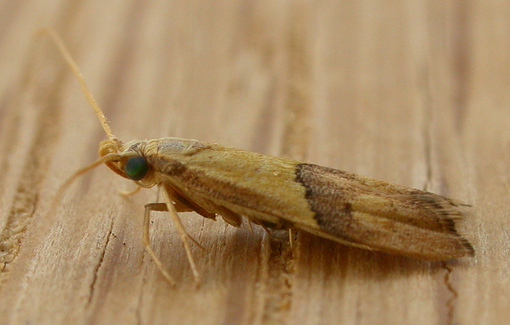
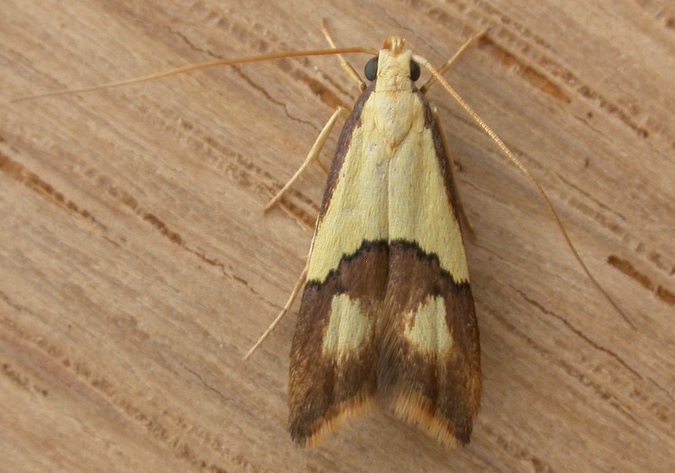
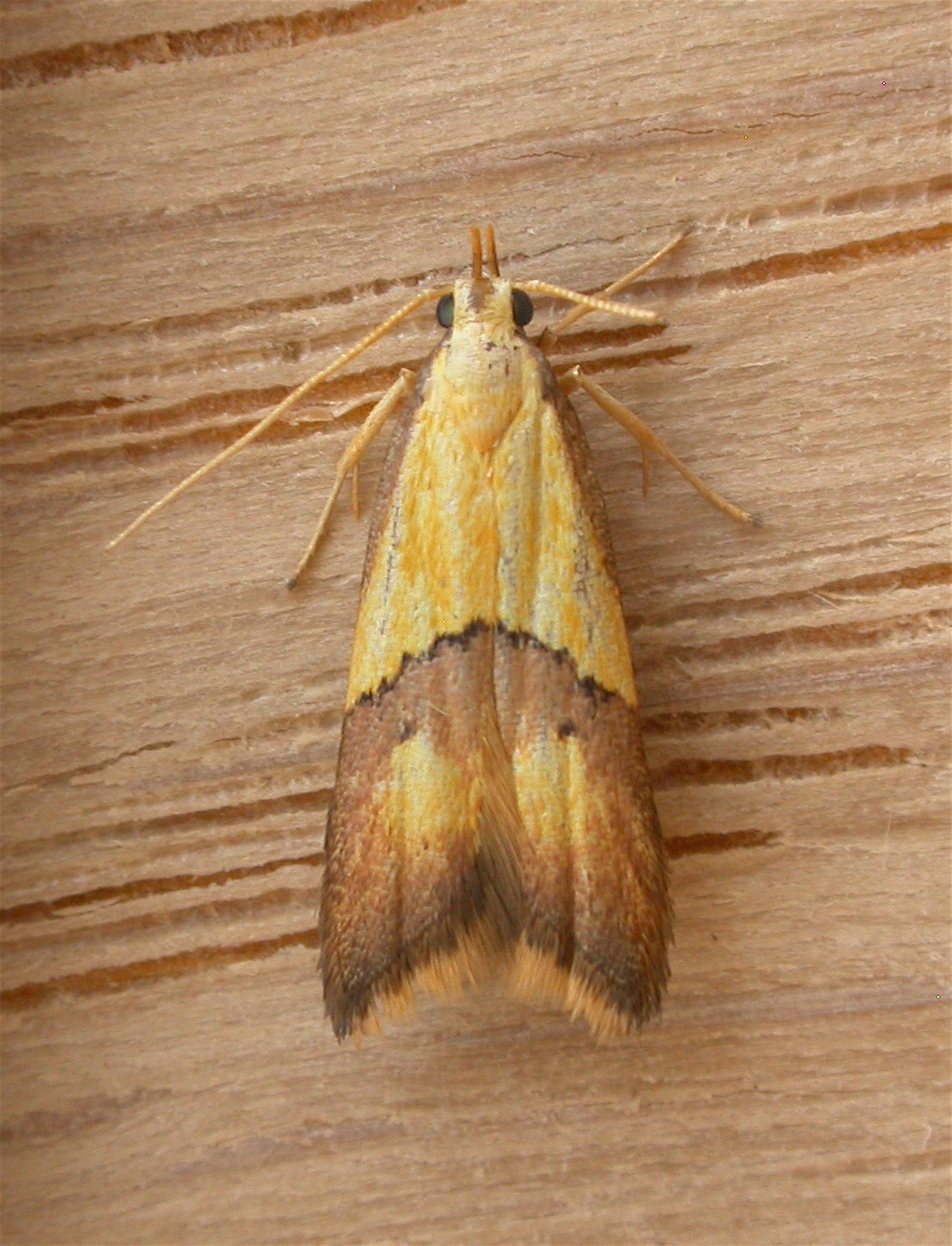
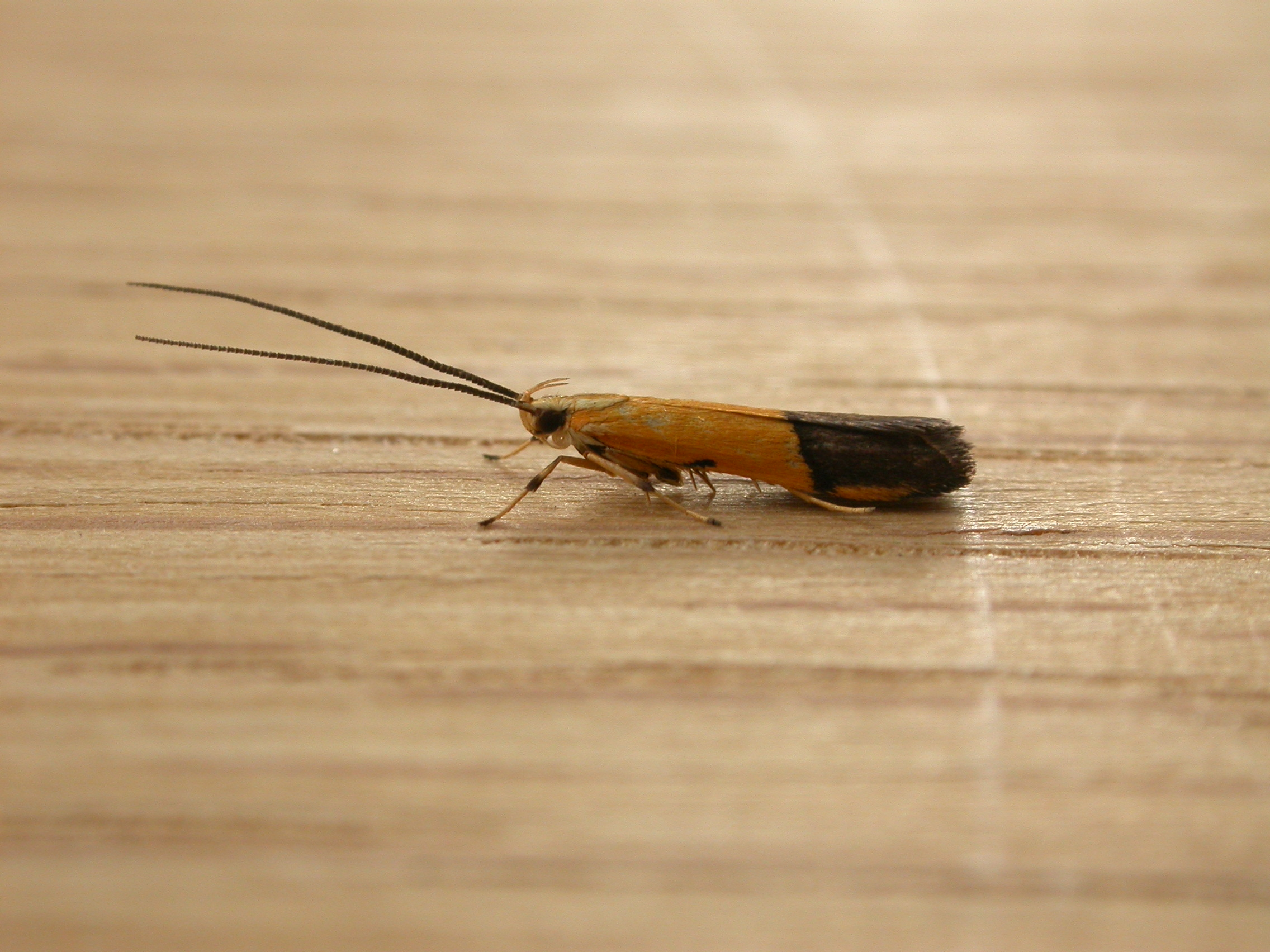
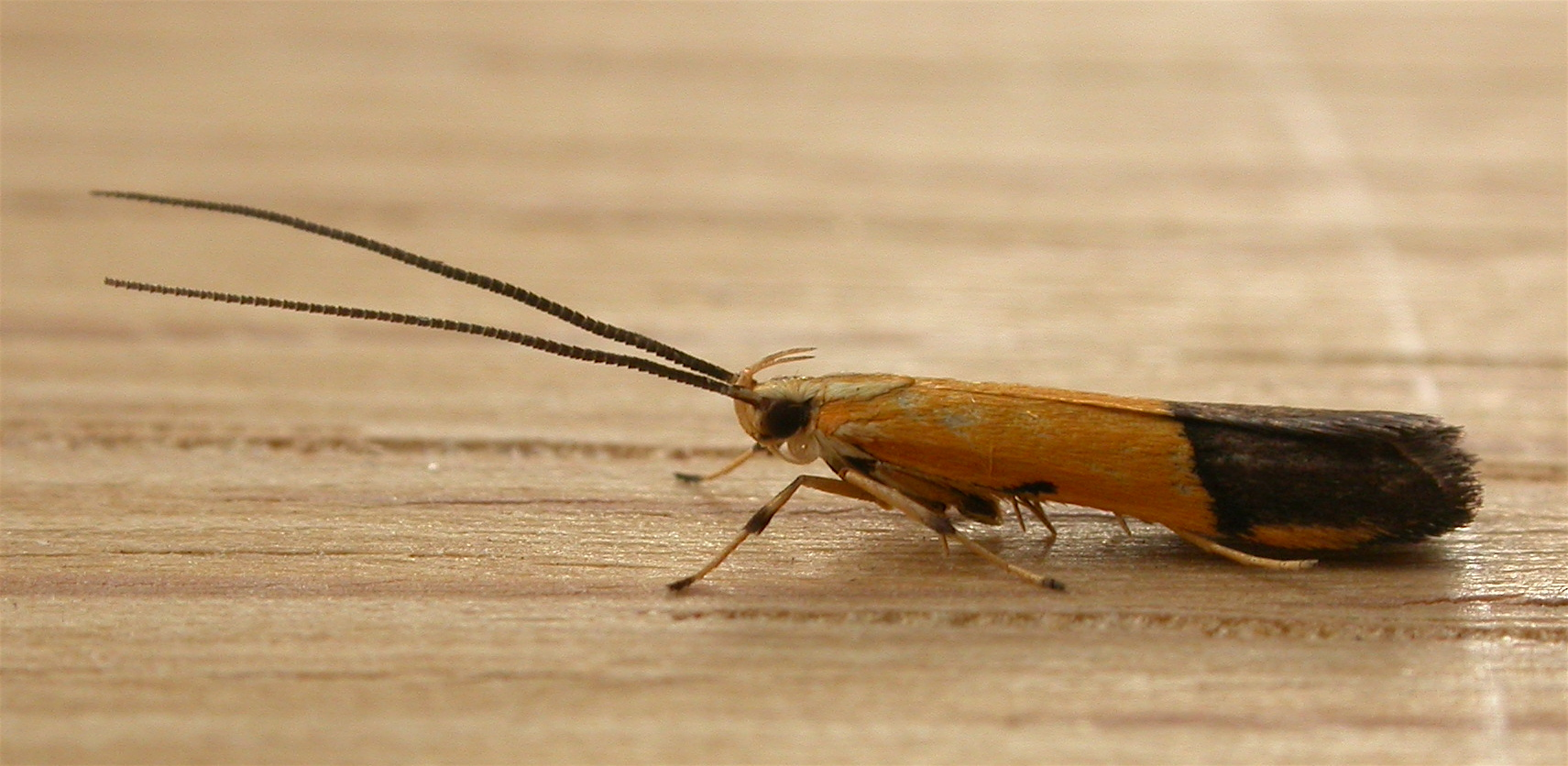

## Dottertaxa tillCrocanthes, i alfabetisk ordning[1]
- Crocanthes acroxantha
- Crocanthes anactostola
- Crocanthes carcharias
- Crocanthes celema
- Crocanthes characotis
- Crocanthes chordotona
- Crocanthes cleomorpha
- Crocanthes crypsichola
- Crocanthes diula
- Crocanthes doliopa
- Crocanthes epitherma
- Crocanthes eurypyra
- Crocanthes fallax
- Crocanthes gelastis
- Crocanthes geniola
- Crocanthes glycina
- Crocanthes halurga
- Crocanthes hecuba
- Crocanthes heliocharis
- Crocanthes heliograpta
- Crocanthes hemipyra
- Crocanthes ignea
- Crocanthes ignigera
- Crocanthes leucodonta
- Crocanthes megalophthalma
- Crocanthes micradelpha
- Crocanthes miltina
- Crocanthes monodesma
- Crocanthes pancala
- Crocanthes perigrapta
- Crocanthes phaeograpta
- Crocanthes philotina
- Crocanthes phoenoteles
- Crocanthes platycitra
- Crocanthes prasinopis
- Crocanthes protoma
- Crocanthes pyrochorda
- Crocanthes pyrostola
- Crocanthes rhodantha
- Crocanthes sceletopa
- Crocanthes sceptrophora
- Crocanthes scioxantha
- Crocanthes sidonia
- Crocanthes sphecotypa
- Crocanthes symmochlopa
- Crocanthes temeraria
- Crocanthes thalamectis
- Crocanthes thermobapta
- Crocanthes thermocharis
- Crocanthes thiomorpha
- Crocanthes thrasydora
- Crocanthes triglenopa
- Crocanthes trizona
- Crocanthes venustula
- Crocanthes xanthistia
- Crocanthes xanthorrhea
- Crocanthes zonias
- Crocanthes zonodesma